# 筛子绫罗遗址
筛子绫罗遗址位于河北省张家口市蔚县下宫村公社筛子绫罗村东200米，属于新石器时代遗址，遗址面积为10万平方米。该遗址被中华人民共和国国务院列入第七批全国重点文物保护单位。